# Jean Michelin (peintre, 1623)

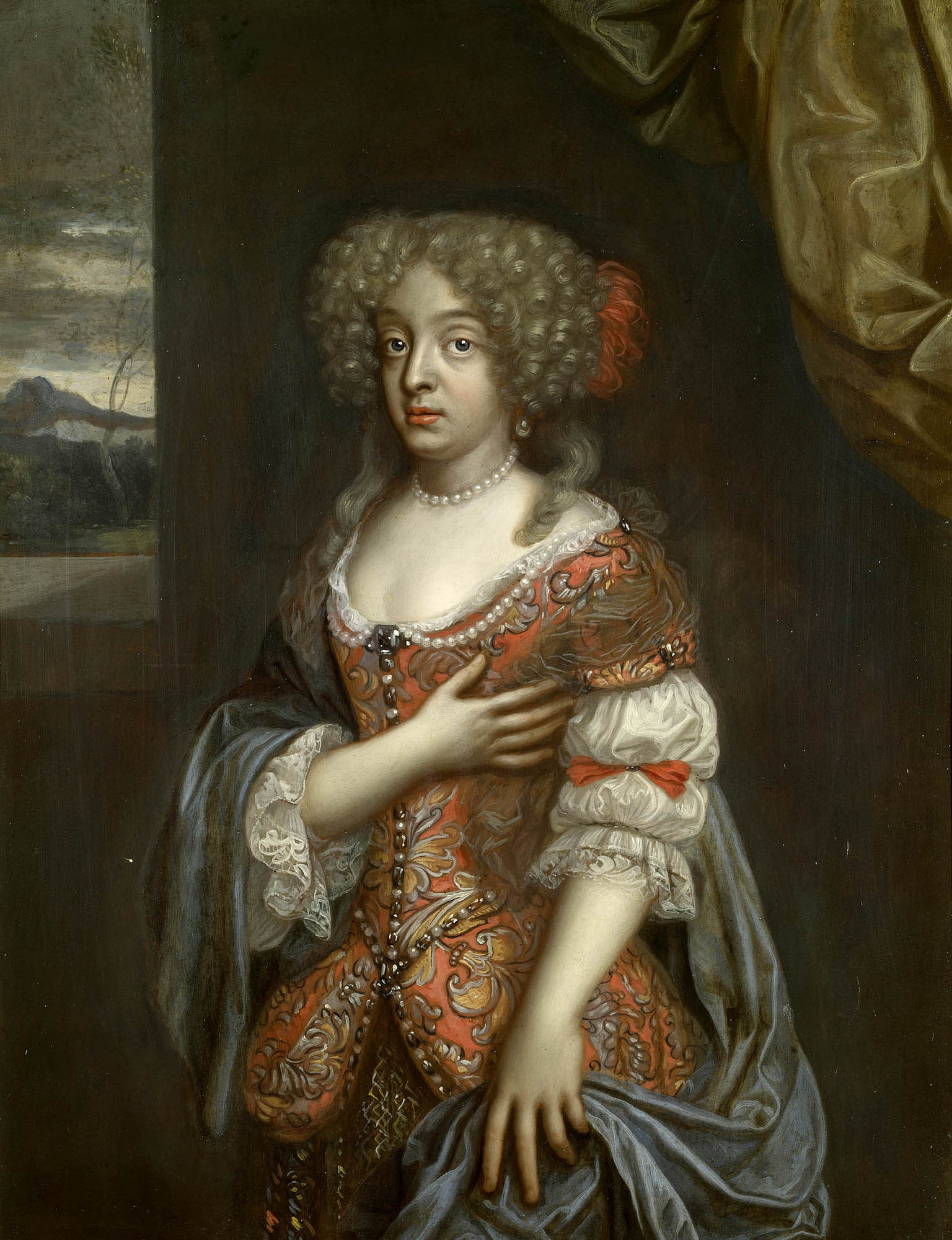

Jean Michelin, ou Jean III Michelin, peintre d'histoire français, né à Langres en 1623, et mort sur l'Île de Jersey le 1er mars 1696.

## Biographie
Jean Michelin appartient à une dynastie de peintres originaires de Langres et protestants. Le premier connu est Jean I Michelin, marié à Geneviève Loro. Faisant partie de la communauté de Langres, il a essayé d'ouvrir un lieu de culte réformé à proximité de Langres, ville épiscopale. Devant l'opposition énergique de l'évêque, il a décidé de quitter la ville pour s'établir à Paris, en 1624. Son fils, Jean II Michelin, né à Langres, vers 1616, est mort à Paris le 16 mars 1670, marié le 19 novembre 1642 avec Élisabeth de La Ferté. Jean Michelin, Jean III Michelin, son frère, est aussi né à Langres, en 1623, ainsi que Charles, mort entre 1670 et 1680. Un autre frère, Girault, aussi peintre, vivait encore à Langres en 1632.
Il est reçu à l'Académie royale de peinture et de sculpture le 7 août 1660 avec un tableau intitulé L'Alliance royale. Il y est nommé adjoint à professeur le 27 septembre 1665. Il en est exclu comme protestant le 10 octobre 1681.
Il est cité dans Le livre des peintres et des graveurs de l'abbé Michel de Marolles :
Nous avons eu Migon, Michelin, des Croisettes
Jacques le Long, Blanchin, Louys le Boulonnois,
Beret, Nicolas Pierre et Poinçard Chalonnois,
Guillaume du Vivier et Pierre de Nouettes.
Il a peint une copie  de La Vierge aux Rochers de Léonard de Vinci faite à la demande de Louis XIV quand l'original a été retiré du château de Fontainebleau, déposée dans la chapelle du Grand Trianon aménagée dans l'ancienne salle de billard de Louis XIV en 1838. 
Protégé de Georges-Guillaume de Brunswick-Lunebourg, il a fait de longs séjours à Hanovre avant d'être obligé de quitter la France. Il y a dirigé une manufacture de tapisserie. Il y a peint un certain nombre de portraits en miniature de la maison de Brunswick.
Il s'est mariée en octobre 1654 avec Marguerite Belle, fille de Guillaume Belle, orfèvre-horloger, dont il a eu cinq enfants, Étienne, en 1655, Nicolas, en 1656, Esther, en 1660, Medeleine, en 1663, et Samuel, en 1664.